# Differenciálható sokaság

A gömb az egyik legismertebb differenciálható sokaság. Az ábrán a sokaságot, a pontbeli tangensterét (amely a gömb esetén egy kétdimenziós vektortér) pedig jelöli.

A matematikában a differenciálható sokaság egy olyan sokaság, mely lokálisan annyira hasonlít egy euklideszi térhez, hogy lehetséges rajta differenciál- és integrálszámítást végezni. A differenciálható sokaság a differenciálgeometria és a differenciáltopológia egyik központi fogalma, és fontos szerepet játszik az elméleti fizika számos területén. Általában a fizikában alkalmazott differenciálható sokaságok több struktúrával rendelkeznek. Például a klasszikus mechanikában a fázistereket szimplektikus sokaságok modellezik, míg az általános relativitáselméletben definiált téridő egy Lorentz-sokaság.
A sokaságot lokálisan euklideszi terek részhalmazaival való azonosításokat térképeknek nevezik. Egy sokaság leírható térképek egy olyan gyűjteményével, amik együtt lefedik a teljes sokaságot: ezeket a gyűjteményeket nevezik atlasznak. Mivel a térképek értékkészlete egy euklideszi vektortérben helyezkedik el, ezért lehet olyan leképezéseket létrehozni általuk, melyekre érvényesek a többváltozós differenciálszámítás szabályai. Amennyiben a térképek kompatibilisek egymással, tehát az átmenet két térkép között differenciálható, akkor az egyik térképben végzett számítások megegyeznek más térképekben végzett számításokkal, amely így lehetővé teszi a differenciál- és integrálszámítást sokaságokon. Pontosabb megfogalmazásban a differenciálható sokaság egy globálisan definiált differenciálható struktúrával ellátott sokaság.
Egy differenciálható sokaságban definiált lokális differenciálható struktúra segítségével létrehozhatóak olyan objektumok, melyek kiterjesztik a differenciálhatóság fogalmát olyan nemeuklideszi terekre, melyek nem rendelkeznek globális koordináta-rendszerrel. Például, differenciálható sokaságokon definiálhatóak differenciálható függvények, vektormezők és tenzormezők.
Egy sokaság differenciálhatósága többféleképpen mutatkozhat meg: egy sokaság lehet egyszer folytonosan differenciálható, r-szer differenciálható, tetszőlegesen sokszor differenciálható (tehát sima), vagy analitikus.

## Története
A differenciálgeometria ágának megjelenését elsősorban Carl Friedrich Gaussnak és Georg Friedrich Bernhard Riemann-nak tulajdonítják. A sokaságokat először Riemann írta le az 1854-es habilitációs előadásában a Göttingeni Egyetemen. A fogalom mögötti motivációt az adta, hogy egy adott változó bizonyos kényszerfeltételek teljesülése mellett milyen értékeket vehet fel. Ezen értékek halmazát nevezte el Riemann sokaságnak (németül Mannigfaltigkelt). A differenciálgeometria úgynevezett Riemann-sokaságokkal foglalkozó ágát ennek emlékére Riemann-geometriának hívják: ez olyan sima sokaságokkal foglalkozik, amiknek a tangensterein adott egy sima skalárszorzat. (Részletek a #(Pszeudo-)Riemann-sokaságok szakaszban.)
Gregorio Ricci-Curbastro és Tullio Levi-Civita matematikusok munkái adták a tenzoranalízis területének alapját, melynek alapvető fogalma a kovariancia, mely egy koordináta-rendszerek közötti transzformációktól független belső geometriai tulajdonság. A területhez fontos hozzájárulásai voltak James Clerk Maxwellnek, ő azonban tenzorok helyett kvaterniókkal foglalkozott, viszont az elektromágnesességet leíró egyenletei történelmileg jelentős példái a fizikai világ tenzorokkal való leírásának. A kovariancia fogalma szintúgy jelentőssé vált a fizikában, Albert Einstein általános relativitáselméletének adja a matematikai alapját.
A differenciálható sokaság fogalmának elődje Henri Poincaré 1895-ös munkájában található meg. Ebben az értelmezésben a differenciálható sokaságok olyan euklideszi tereken definiált folytonosan differenciálható függvények szinthalmazaként állnak elő, amelyeknek Jacobi-determinánsa nullától különbözik. Ez a fogalom a Riemann-féle sokaságfogalommal kompatibilis, ugyanis ezáltal minden folytonosan differenciálható függvény grafikonja egy sokaság.
A kétdimenziós sokaság modern definícióját Hermann Weyl adta 1913-ben, a Riemann-felületekről írott könyvében. A jelenleg is alkalmazott, atlaszok segítségével történő általános definíció Hassler Whitneynek köszönhető, mely így a differenciálgeometria és a Lie-csoportok elméletének hátterét is precízen leírta.

## Definíció

### Differenciálható atlasz

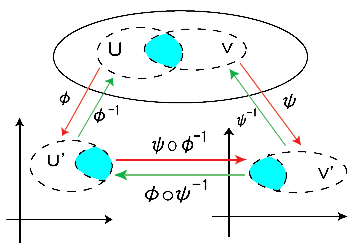
A és közötti térképcsere illusztrációja, ahol a felső nagy ellipszis az topologikus teret, az alsó kisebb ellipszisek pedig részhalmazait jelölik.

Adott egy topologikus tér {\displaystyle M}, melyen egy térkép egy pár {\displaystyle (U,\phi )}, ahol {\displaystyle U\subseteq M} egy nyílt részhalmaz, {\displaystyle \phi } pedig egy homeomorfia:
{\displaystyle \phi :U\to \phi (U)\subseteq \mathbb {R} ^{n}}.
Ha {\displaystyle m\in U}, akkor a térképet {\displaystyle m} körüli térképnek is hívjuk. Gyakran nevezik szimplán a {\displaystyle \phi } homeomorfiát térképnek, feltéve, hogy az értelmezési tartománya {\displaystyle M} egy nyílt részhalmaza. Továbbá, egy {\displaystyle m} pont körüli {\displaystyle \phi } térképet a pontban kiértékelve írhatjuk {\displaystyle \phi (m)=(x_{1}(m),\dots ,x_{n}(m))}-ként, és bármely {\displaystyle x_{i}}-t egy {\displaystyle m} körüli lokális koordinátának hívjuk.
Legyen {\displaystyle I} egy indexhalmaz, akkor {\displaystyle M} egy atlaszának hívjuk térképek olyan {\displaystyle (U_{i},\phi _{i})_{i\in I}} gyűjteményét, melyre
{\displaystyle M=\bigcup _{i\in I}U_{i}}
teljesül. Ha {\displaystyle (U,\phi )} és {\displaystyle (V,\psi )} két térkép, melyekre {\displaystyle U\cap V\neq \emptyset } teljesül, akkor {\displaystyle \mathbb {R} ^{n}} két részhalmaza között definiálható a következő leképezés:
{\displaystyle \psi \circ \phi ^{-1}\colon \ \phi (U\cap V)\to \psi (U\cap V)}.
Ezek a leképezések konstrukció szerint homeomorfiák. Ha egy atlaszon belül minden ilyen leképezés egy {\displaystyle {\mathcal {C}}^{r}}-diffeomorfizmus (ahol {\displaystyle r\geq 1}), akkor az atlaszt {\displaystyle {\mathcal {C}}^{r}}-differenciálhatónak hívjuk.

### Differenciálható struktúra
Két {\displaystyle {\mathcal {C}}^{r}}-differenciálható atlasz akkor ekvivalens, ha az uniójuk szintén egy {\displaystyle {\mathcal {C}}^{r}}-differenciálható atlasz. Az atlaszok ezen ekvivalencia szerinti ekvivalenciaosztályát az {\displaystyle M} topologikus tér {\displaystyle {\mathcal {C}}^{r}}-differenciálható struktúrájának hívjuk. Ha {\displaystyle r=\infty }, a struktúrát sima struktúrának hívjuk.

### Differenciálható sokaság
Amennyiben {\displaystyle M} topologikus tér Hausdorff, teljesíti a második megszámlálhatósági axiómát és rendelkezik egy differenciálható struktúrával, akkor differenciálható sokaságnak hívjuk. Ha a struktúra sima, akkor sima sokaságról beszélünk. Ha az atlaszon belül minden „térképcsere” ({\displaystyle \psi \circ \phi ^{-1}}) valós analitikus, akkor a sokaságot is valós analitikusnak ({\displaystyle {\mathcal {C}}^{\omega }}) hívjuk. A differenciálható sokaságok dimenziója megegyezik a térképek értékkészletének dimenziójával.

### Komplex sokaság
Egy sokaság komplex, ha a térképeinek értékkészlete {\displaystyle \mathbb {C} ^{n}} részhalmazai, és a „térképcserék” holomorf és invertálható függvények, melyek inverze is holomorf.

## Példák
- Az euklideszi vektortér {\displaystyle \mathbb {R} ^{n}} egy differenciálható sokaság, mely differenciálható atlaszának egyetlen térképe van: az identitásfüggvény.[13] Általánosabban, bármely véges dimenziós valós vektortéren definiált norma meghatározza a topológiáját. Ebben a (természetes) topológiában a vektortér egy topologikus sokaság, melyre a bázisa segítségével definiálható egy sima struktúra.[14]
- Az {\displaystyle m\times n}-es valós mátrixok halmaza {\displaystyle M(m\times n,\mathbb {R} )} egy véges dimenziós vektortér, amely ezáltal egy {\displaystyle (m\cdot n)}-dimenziós sima sokaság.[15] A halmaz számos olyan részhalmaza is felruházható differenciálható struktúrával, amelyek önmagukban nem alkotnak vektorteret.
- A kör és magasabb-dimenziós általánosításai ({\displaystyle n}-gömbök vagy {\displaystyle \mathbb {S} ^{n}}) differenciálható sokaságok.[16]
- A valós projektív tér (jelölés szerint {\displaystyle \mathbb {RP} ^{n}}) egy {\displaystyle n}-dimenziós sima sokaság.[17]
- Ellenpélda: a lemniszkáta nem egy differenciálható sokaság, de még nem is topologikus sokaság: a görbe önmagával való metszéspontjának (nódusának) nincs olyan környezete, ami egy euklideszi tér nyílt részhalmazával homeomorf.

## Vektorok és tenzorok sokaságokon
Egy általános differenciálható sokaság nem rendelkezik az euklideszi vektorterek affin struktúrájával, viszont lokálisan definiálhatóak rajta olyan terek, amik rendelkeznek vele, így kiterjeszthető a vektor- és tenzormezők fogalma sokaságokra. Egy {\displaystyle \mathbb {R} \to \mathbb {R} ^{n}} leképezés egy adott {\displaystyle t\in \mathbb {R} } pontban vett deriváltja megadja a leképezéssel parametrizált görbe érintővektorát. Ezt lehetséges általánosítani sokaságokon vett görbék segítségével.

### Tangenstér és tangensnyaláb
Legyen {\displaystyle M} egy differenciálható sokaság, {\displaystyle m\in M}, {\displaystyle \gamma _{1}:(-\epsilon ;\epsilon )\to M} és {\displaystyle \gamma _{2}:(-{\tilde {\epsilon }};{\tilde {\epsilon }})\to M} pedig differenciálható leképezések, ahol {\displaystyle \epsilon >0}, {\displaystyle {\tilde {\epsilon }}>0} és {\displaystyle \gamma _{1}(0)=\gamma _{2}(0)=m}. Azt mondjuk, hogy {\displaystyle \gamma _{1}\sim \gamma _{2}} ({\displaystyle \gamma _{1}} és {\displaystyle \gamma _{2}} ekvivalens), ha valamilyen {\displaystyle m} körüli {\displaystyle \phi } térképre
{\displaystyle (\phi \circ \gamma _{1})'(0)=(\phi \circ \gamma _{2})'(0)},
tehát ha a 0 pontban vett deriváltjaik megegyeznek. Az {\displaystyle m} pontbeli görbék ezen ekvivalenciarelációja szerinti ekvivalenciaosztályok halmazát az {\displaystyle M} sokaság {\displaystyle m} pontbeli tangensterének vagy érintőterének nevezzük, jele pedig {\displaystyle T_{m}M}. Az érintőtér elnevezésnek geometriai oka van, ugyanis egy sokaság {\displaystyle m}-beli érintőterének bármely elemét el lehet képzelni egy vektorként, amely merőleges a sokaságra és a kezdőpontja {\displaystyle m}.
A sokaság összes pontjában vett tangenstereinek diszjunkt uniója a sokaság tangensnyalábja, tehát
{\displaystyle TM=\bigsqcup _{m\in M}T_{m}M=\bigcup _{m\in M}\{m\}\times T_{m}M.}
Ha {\displaystyle M} egy {\displaystyle n}-dimenziós sokaság, akkor bármely pontjában vett tangenstere egy {\displaystyle n}-dimenziós vektortér, a sokaság tangensnyalábja ({\displaystyle TM}) pedig egy {\displaystyle 2n}-dimenziós differenciálható sokaság.

### Vektormező
A tangensnyaláb segítségével általánosítható a vektormező fogalma differenciálható sokaságokra. A
{\displaystyle \pi _{M}:TM\to M,\quad (m,v)\mapsto m}
leképezést kanonikus projekciónak hívjuk. Az {\displaystyle M} differenciálható sokaságon értelmezett vektormezők a {\displaystyle TM} tangensnyaláb differenciálható szelései. Precízebben, {\displaystyle X:M\to TM} egy vektormező, ha {\displaystyle \pi _{M}\circ X=\operatorname {id} _{M}}. Egy sokaságon értelmezett vektormező tehát a sokaság egy pontjához rendel egy vektort, ami az adott pont tangensterében található.
Létezik egy alternatív definíciója a sima sokaságokon értelmezett vektormezőknek: legyen {\displaystyle {\mathcal {C}}^{\infty }(M)} az összes {\displaystyle M\to \mathbb {R} } sima függvény halmaza. Egy vektormező egy olyan {\displaystyle X:{\mathcal {C}}^{\infty }(M)\to {\mathcal {C}}^{\infty }(M)} lineáris leképezés, hogy {\displaystyle X(fg)=fX(g)+X(f)g} bármely {\displaystyle f,g\in {\mathcal {C}}^{\infty }(M)}-re.

### Kotangenstér és kotangensnyaláb
Mivel egy {\displaystyle M} sokaság adott {\displaystyle m} pontjában vett {\displaystyle T_{m}M} tangenstér egy vektortér, létezik duális tere, mely az összes {\displaystyle T_{m}M\to \mathbb {R} } lineáris leképezést tartalmazza. Ezt kotangenstérnek hívjuk és {\displaystyle T_{m}^{*}M}-ként jelöljük, elemeit pedig kovektornak vagy kovariáns vektornak hívjuk. A {\displaystyle T^{*}M} kotangensnyaláb a tangensnyalábhoz hasonlóan a sokaság összes pontjában vett kotangenstereinek diszjunkt uniója.

### Tenzornyaláb és tenzormező
A tangens- és kotangensterek segítségével definiálhatóak magasabb rendű objektumok, úgynevezett tenzorok terei: az {\displaystyle M} sokaság {\displaystyle m} pontjában vett {\displaystyle (r,s)}-típusú tenzorok tere a tenzorszorzat segítségével definiálható:
{\displaystyle T_{m}^{(r,s)}M=(T_{m}M)^{\otimes r}\otimes (T_{m}^{*}M)^{\otimes s}}.
Másképp kifejezve {\displaystyle T_{m}^{(r,s)}M} a {\displaystyle (T_{m}^{*}M)^{\times r}\times (T_{m}M)^{\times s}\to \mathbb {R} } multilineáris leképezések tere. Ezen definíció szerint az {\displaystyle M} sokaság {\displaystyle m} pontjában vett {\displaystyle (1,0)} típusú tenzorai pontosan {\displaystyle T_{m}M} elemei, míg a {\displaystyle (0,1)}-tenzorok pontosan {\displaystyle T_{m}^{*}M} elemei. A tangens- és kotangensnyalábhoz hasonlóan definiálhatóak {\displaystyle (r,s)}-tenzornyalábok is:
{\displaystyle T^{(r,s)}M=\bigsqcup _{m\in M}T_{m}^{(r,s)}M=\bigcup _{m\in M}\{m\}\times T_{m}^{(r,s)}M.}
A {\displaystyle T^{(r,s)}M} tenzornyaláb differenciálható szeléseit {\displaystyle (r,s)}-tenzormezőnek hívjuk, melyek a sokaság egy pontjához egy abba a pontban vett {\displaystyle (r,s)}-tenzort rendelnek hozzá.

#### Differenciálforma
A differenciálformák speciális tenzormezők, melyek segítségével differenciálható sokaságokra általánosítható az integrálszámítás, továbbá további struktúra (általában egy Riemann-metrika) jelenléte esetén olyan differenciáloperátorok is, mint a gradiens vagy a rotáció.
Definíció szerint egy differenciál k-forma (röviden k-forma) egy teljesen antiszimmetrikus {\displaystyle (0,k)}-tenzormező. Az eddig definiált objektumok közül a differenciálható függvények 0-formákat, a kovektorok pedig 1-formákat alkotnak. Egy adott {\displaystyle m} pontban vett differenciál k-formák vektorteret alkotnak.
A differenciálformák kombinálásához definiálható az ékszorzat művelete, mely antiszimmetrikus, asszociatív, bilineáris, továbbá egy k- és egy ℓ-formából képez egy (k+ℓ)-formát. Amennyiben {\displaystyle \alpha } és {\displaystyle \beta } differenciálformák, az ékszorzatukat {\displaystyle \alpha \wedge \beta } jelöli.
A differenciálformák és az ékszorzat antiszimmetrikus szerkezete, hasonlóan a Jacobi-determinánshoz alapvető fontosságú ahhoz, hogy az {\displaystyle \mathbb {R} ^{n}}-en értelmezett függvények integrálfogalma és fundamentális integráltételek kiterjeszthetők legyenek differenciálható sokaságokra.
Egy zárt nemelfajuló differenciál 2-formával ellátott sima sokaságot szimplektikus sokaságnak hívunk.

## Differenciálszámítás sokaságokon

### Differenciálható függvények és leképezések
A differenciálhatóság fogalma kiterjeszthető olyan leképezésekre, melyek értelmezési tartománya nem egy euklideszi vektortér, hanem egy differenciálható sokaság.
Az {\displaystyle M} differenciálható sokaságon értelmezett valós függvény {\displaystyle f:M\to \mathbb {R} } differenciálható {\displaystyle m\in M} pontban, ha bármely {\displaystyle m} körüli térképen differenciálható. Precízebb megfogalmazásban, {\displaystyle f} akkor és csak akkor differenciálható az {\displaystyle m} pontban, ha létezik egy {\displaystyle (U,\phi )} térkép, ahol {\displaystyle m\in U}, és
{\displaystyle f\circ \phi ^{-1}:\phi (U)\subseteq \mathbb {R} ^{n}\to \mathbb {R} }
differenciálható a {\displaystyle \phi (m)} pontban. Mivel a leképezés értelmezhető egy {\displaystyle \mathbb {R} ^{n}\to \mathbb {R} } függvényként, így érvényesek rá a klasszikus többváltozós differenciálszámítás szabályai. A differenciálhatóság ezen definíciója nem függ attól, hogy melyik {\displaystyle m} körüli térképet választjuk, ugyanis a láncszabály biztosítja, hogy ha egy {\displaystyle m} körüli térképen differenciálható a függvény, akkor az összesen az.
Hasonlóképp, a differenciálhatóság fogalma kiterjeszthető olyan leképezésekre, melyek értelmezési tartománya és értékkészlete is egy differenciálható sokaság. Legyenek {\displaystyle M} és {\displaystyle N} differenciálható sokaságok, {\displaystyle f:M\to N} pedig egy leképezés, mely folytonos minden {\displaystyle m\in M} pontban. Ha létezik {\displaystyle M}-nek egy {\displaystyle \phi } térképe {\displaystyle m} körül és {\displaystyle N}-nek egy {\displaystyle \psi } térképe {\displaystyle f(m)} körül, melyekre teljesül, hogy {\displaystyle \psi \circ f\circ \phi ^{-1}} differenciálható, akkor {\displaystyle f} is differenciálható. Két differenciálható sokaság közötti leképezést diffeomorfizmusnak hívunk, ha sima, bijektív, és az inverze is sima.

### Iránymenti derivált
Legyen {\displaystyle M} egy differenciálható sokaság, {\displaystyle f:M\to \mathbb {R} } egy leképezés és {\displaystyle \gamma :(-\epsilon ;\epsilon )\to M} egy differenciálható görbe, melyre {\displaystyle \gamma (0)=m\in M}. Az {\displaystyle f} függvény iránymenti deriváltja {\displaystyle \gamma } mentén {\displaystyle m} pontban a következő:
{\displaystyle \left.{\frac {d}{dt}}f(\gamma (t))\right|_{t=0}.}
Ha {\displaystyle v\in T_{m}M}, akkor {\displaystyle v} azon {\displaystyle \gamma } görbék ekvivalenciaosztálya, melyekre {\displaystyle \gamma (0)=m} és a 0 pontban értelmezett deriváltjaik megegyeznek egy (tehát bármelyik {\displaystyle m}-beli) térképen. Ebből következik, hogy egy {\displaystyle m}-beli tangensvektor hatása egy leképezésre egy egyedi iránymenti deriváltat definiál {\displaystyle m} pontban, melyet a következőképp jelölünk:
{\displaystyle T_{m}f(v)=\left.{\frac {d}{dt}}f(\gamma (t))\right|_{t=0}.}
Egy fix {\displaystyle f} függvény esetén a leképezés {\displaystyle v\mapsto T_{m}f(v)} egy lineáris funkcionál, melyet gyakran {\displaystyle df(m):T_{m}M\to \mathbb {R} } jelöl és a függvény {\displaystyle m}-pontbeli differenciáljának hívjuk.

### Sokaságok közötti leképezések deriváltja
A tangensterek segítségével egy {\displaystyle f:M\to N} differenciálható leképezést is lehetséges deriválni: az {\displaystyle f} leképezés {\displaystyle m} pontbeli deriváltja 
{\displaystyle T_{m}f:T_{m}M\to T_{f(m)}N},
mely bármely {\displaystyle [\gamma ]_{m}\in T_{m}M} ekvivalenciaosztályhoz a {\displaystyle [f\circ \gamma ]_{f(m)}\in T_{f(m)}N} ekvivalenciaosztályt rendel hozzá. Az {\displaystyle N=\mathbb {R} } a derivált azon speciális esete, amikor megegyezik az iránymenti derviálással, mivel {\displaystyle \mathbb {R} } egy nyílt részhalmazán a {\displaystyle [f\circ \gamma ]_{f(m)}\mapsto (f\circ \gamma )'(0)} egy bijekció, így a két mennyiség megegyeztethető egymással.
A derivált ezen definíciója teljesíti a láncszabályt: legyenek {\displaystyle M}, {\displaystyle N}, {\displaystyle P} differenciálható sokaságok, {\displaystyle f:M\to N}, {\displaystyle g:N\to P} differenciálható leképezések és {\displaystyle m\in M}. Akkor:
{\displaystyle T_{m}(g\circ f)=T_{f(m)}g\circ T_{m}f}.
Az {\displaystyle m}-beli tangenstérnek lokális bázisát is definiálhatjuk: amennyiben {\displaystyle \phi :U\to \mathbb {R} ^{n}} egy térkép {\displaystyle m} körül, azt úgy is kifejezhetjük, hogy {\displaystyle \phi (m)=(x^{1}(m),\dots ,x^{n}(m))}, ahol {\displaystyle x^{i}}-t koordinátafüggvényeknek hívjuk. Legyen {\displaystyle \mathbf {e} _{i}} az {\displaystyle \mathbb {R} ^{n}} i-edik egységvektora és {\displaystyle \phi (m)=0}, akkor a
{\displaystyle \left.{\frac {\partial }{\partial x^{i}}}\right|_{m}=(T_{m}\phi )^{-1}(\mathbf {e} _{i})}
kifejezés tekinthető {\displaystyle T_{m}M} i-edik bázisvektorának. Amennyiben a sokaság {\displaystyle \mathbb {R} ^{n}} (vagy annak részsokasága), az előbb definiált kifejezés pontosan a térkép inverzének Jacobi-mátrixának i-edik oszlopa az {\displaystyle \phi (m)=0} pontban, tehát a jelölés összeegyeztethető a parciális deriválással.
Egy adott {\displaystyle f:M\to N} függvény {\displaystyle m\in M} pontban vett rangja definíció szerint a {\displaystyle T_{m}f} leképezés rangja. A leképezés rangja eszerint pontbeli tulajdonság, viszont ha a leképezésnek egy adott pontban maximális a rangja (tehát {\displaystyle M} és {\displaystyle N} dimenziói közül a kisebbik), az maximális marad a pont egy környezetében is. A Sard-tétel kimondja, hogy általában egy sima leképezésnek majdnem pontjában maximális a rangja, azaz az úgynevezett kritikus pontok halmaza, ahol a rang nem maximális, nulla Lebesgue-mértékű. Egy ilyen, adott pontban maximális rangú differenciálható leképezést az értelmezési tartomány és értékkészlet dimenziójától függően immerziónak vagy szubmerziónak hívunk:
- Ha {\displaystyle \operatorname {dim} M\leq \operatorname {dim} N} és {\displaystyle f:M\to N} rangja {\displaystyle m\in M} pontban {\displaystyle \operatorname {dim} M}, akkor {\displaystyle f} immerzió {\displaystyle m}-ben. Ha a leképezés minden pontjában immerzió és egy homeomorfia {\displaystyle M} és {\displaystyle f(M)} között, akkor {\displaystyle f}-et beágyazásnak hívjuk.[41] Beágyazások segítségével definiálható a részsokaság.
- Ha {\displaystyle \operatorname {dim} M\geq \operatorname {dim} N} és {\displaystyle f} rangja {\displaystyle m\in M} pontban {\displaystyle \operatorname {dim} N}, akkor {\displaystyle f} szubmerzió {\displaystyle m}-ben. Az implicitfüggvény-tétel szerint ha {\displaystyle f} szubmerzió {\displaystyle m} pontban, akkor a pont egy környezetében {\displaystyle M} megfeleltethető (diffeomorf) {\displaystyle N} és {\displaystyle \mathbb {R} ^{\operatorname {dim} M-\operatorname {dim} N}} direkt szorzatával. Pontosabban, léteznek {\displaystyle N}-ben {\displaystyle f(m)} egy környezetében {\displaystyle (y_{1},\dots ,y_{\operatorname {dim} N})} koordináták és {\displaystyle M}-ben {\displaystyle m} környezetében definiált {\displaystyle x_{1},\dots ,x_{\operatorname {dim} M-\operatorname {dim} N}} függvények, melyekre

{\displaystyle (y_{1}\circ f,\dots ,y_{\operatorname {dim} N}\circ f,x_{1},\dots ,x_{\operatorname {dim} M-\operatorname {dim} N})}
egy lokális koordinátarendszer {\displaystyle M}-ben {\displaystyle m} egy környezetében. A szubmerziók az alapkövei a fibrációk és a fibrált nyalábok elméletének.
A tangensnyaláb által az {\displaystyle f} leképezés tangensleképezése is létrehozható: ez definíció szerint {\displaystyle Tf:TM\to TN,\,(m,v)\mapsto (f(m),T_{m}f(v))}. A láncszabály a tangensleképezés számára {\displaystyle T(g\circ f)=Tg\circ Tf}.

### Lie-derivált
Egy adott {\displaystyle M} sokaság tenzormezői egy algebrát alkotnak. Ezen az algebrán (akár függvényeken, vektormezőkön és magasabb rendű tenzormezőkön) definiálható a Lie-derivált művelete, melyet Sophus Lieről neveztek el. A Lie-derivált a tenzormező egy adott vektormező integrálgörbéi mentén való változását fejezi ki. Egy függvény Lie-deriváltja az iránymenti derivált, egy {\displaystyle W} vektormező {\displaystyle V}-menti Lie-deriváltja pedig a két vektormező Lie-zárójele, tehát jelölés szerint {\displaystyle [V,W]}.
Az {\displaystyle M} sokaság összes Lie-deriváltja egy végtelen dimenziós Lie-algebrát alkot.

### Külső derivált
Egy adott {\displaystyle M} sima sokaságon definiálható a külső derivált művelete, amely egy differenciál {\displaystyle k}-formából képez egy {\displaystyle (k+1)}-formát. Definíció szerint egy {\displaystyle f:M\to \mathbb {R} } sima függvény külső deriváltja a függvény differenciálja: {\displaystyle df:M\to T^{*}M,\ m\mapsto T_{m}f}, melyből következik, hogy {\displaystyle df} egy {\displaystyle (0,1)}-tenzor. Adott {\displaystyle m} pont körüli {\displaystyle (x_{1},\dots ,x_{n})} lokális koordinátákra definiálható a kotangenstér bázisa: {\displaystyle (dx_{1},\dots ,dx_{n})}. A függvénydifferenciál így leírható a következő lineáris kombinációként {\displaystyle m} egy környezetében:
{\displaystyle df=\sum _{i=1}^{n}{\frac {\partial f}{\partial x_{i}}}dx_{i}.}
Legyen {\displaystyle \Omega ^{k}(M)} az {\displaystyle M} sokaságon definiált differenciál {\displaystyle k}-formák tere. A külső derivált {\displaystyle d:\Omega ^{k}(M)\to \Omega ^{k+1}(M)} általános definiálásához szükséges további tulajdonságok a következők:
- A külső derivált {\displaystyle \mathbb {R} }-lineáris, tehát bármely {\displaystyle a,b\in \mathbb {R} }-re és {\displaystyle \alpha ,\beta \in \Omega ^{k}(M)}-re {\displaystyle d(a\alpha +b\beta )=ad\alpha +bd\beta .}
- Ha {\displaystyle \alpha \in \Omega ^{k}(M)} és {\displaystyle \beta \in \Omega ^{l}(M)}, akkor a két forma ékszorzatára teljesül {\displaystyle d(\alpha \wedge \beta )=d\alpha \wedge \beta +(-1)^{k}\alpha \wedge d\beta .}
- Bármely {\displaystyle \alpha } differenciálforma esetén {\displaystyle d(d\alpha )=0}.

Az így definiált külső derivált egyértelmű művelet. Ha egy adott {\displaystyle \alpha } differenciálformára teljesül {\displaystyle d\alpha =0}, akkor azt mondjuk, hogy {\displaystyle \alpha } zárt. Ha létezik egy olyan {\displaystyle \eta } differenciálforma, melyre teljesül, hogy {\displaystyle \alpha =d\eta }, akkor {\displaystyle \alpha } egzakt. A külső deriváltat definiáló utolsó feltételből következik, hogy milyen egzakt differenciálforma zárt.
A külső derivált fogalma fontos szerepet játszik a sokaságokon értelmezett függvények integrálszámításában, továbbá alapvető a de Rham-kohomológia definíciójához.

## Integrálszámítás sokaságokon
Az integrálszámítás differenciálható sokaságokra való kiterjesztéséhez fontos definiálni az orientálhatóságot (vagy irányíthatóságot): egy differenciálható sokaság akkor orientálható, ha bármely térképcsere-diffeomorfizmus Jacobi-mátrixának determinánsa pozitív. Egy orientálható differenciálható sokaságon differenciálformák segítségével definiálható olyan egyértelmű integrál, mely koordinátafüggetlen, tehát független attól, hogy milyen térképeket választunk a sokaságok lefedéséhez. Ezzel az integráldefinícióval általánosítható a Stokes-tétel sokaságokra, amely által bizonyítható a Green-tétel {\displaystyle \mathbb {R} ^{2}} egy részhalmazán definiált sima függvényekre.
Ha a sima sokaság egy Riemann-sokaság, akkor a rajta definiált struktúra lehetővé teszi hosszak és szögek kiszámítását. Ennek következtében, Riemann-sokaságokon vett integrálok segítségével lehetséges a térfogatszámítás is, továbbá általánosítható a Gauss–Osztrohradszkij-tétel és a felületi integrál fogalma is.

### Görbe menti integrál
A sima sokaságokon vett integrálszámításhoz remek intuíciót ad a sokaságon definiált görbe menti integrál, amely kovariáns vektormezők által koordináta-rendszertől függetlenné tehető. Legyen {\displaystyle M} sima sokaság, {\displaystyle \gamma :[a;b]\to M} sima görbe, {\displaystyle \omega } pedig sima kovariáns vektormező (vagy 1-forma). A forma {\displaystyle \gamma } menti integrálját a következőképp definiáljuk:
{\displaystyle \int _{\gamma }\omega =\int _{a}^{b}\gamma ^{*}\omega =\int _{a}^{b}\omega _{\gamma (t)}(\gamma '(t))dt},
ahol a {\displaystyle \gamma ^{*}\omega } sima függvényt {\displaystyle \omega } a {\displaystyle \gamma } sima leképezés általi visszahúzásnak hívjuk. Az így kapott integráldefiníció lineáris, konstans görbe esetén 0 értéket vesz fel, és ha a görbe más görbék összegeként áll fenn, akkor a görbe menti integrál felírható az alkotó görbék menti integrálok összegeként. Az integrál teljesíti továbbá a görbe menti integrálok alaptételét, mely kimondja, hogy egy adott {\displaystyle f:M\to \mathbb {R} } sima függvényre teljesül
{\displaystyle \int _{\gamma }df=f(\gamma (b))-f(\gamma (a))}.

### Differenciálformák integrálása
Egy orientálható {\displaystyle n}-dimenziós sokaságon integrálhatók differenciál n-formák is. Először vizsgáljunk meg egy egyszerűbb esetet: legyen {\displaystyle M} egy {\displaystyle n}-dimenziós sima sokaság, {\displaystyle \omega } pedig egy sima differenciál n-forma, melynek tartója teljes egészében egy {\displaystyle (U,\varphi )} pozitív irányítású térképben fekszik. Az integrált ilyenkor a következőképp definiáljuk:
{\displaystyle \int _{M}\omega =\int _{\varphi (U)}(\varphi ^{-1})^{*}\omega },
ezáltal a sokaság menti integrál leírható egy {\displaystyle \mathbb {R} ^{n}}-en értelmezett integrálként.
Amennyiben az n-forma nem kompaktul tartott egy térképen, vegyük a tartó {\displaystyle \{(U_{i},\varphi _{i})\}} nyílt fedését, ahol a térképek irányítottak, továbbá legyen {\displaystyle \{\Psi _{i}\}} a fedéshez tartozó egységpartíció. Ilyenkor az integrál a következő:
{\displaystyle \int _{M}\omega =\sum _{i}\int _{M}\Psi _{i}\omega }.
Az így kapott integráldefiníció független az egységpartíciótól és a választott koordinátáktól, lineáris és diffeomorfizmus-invariáns, tehát
{\displaystyle \int _{M}\omega =\int _{N}F^{*}\omega }
teljesül, ahol {\displaystyle F:M\to N} egy orientációt megőrző diffeomorfizmus. Ha {\displaystyle {\bar {M}}} az {\displaystyle M} sokaság fordított orientációval, akkor
{\displaystyle \int _{M}\omega =-\int _{\bar {M}}\omega }.

#### Stokes-tétel sokaságokon
A Stokes-tétel általánosítható sima sokaságokra és differenciálható n-formák külső deriváltjának integrálszámításában hasznos. Legyen {\displaystyle M} egy peremes sima sokaság, melynek pereme {\displaystyle \partial M}, továbbá legyen {\displaystyle \omega } egy kompaktul tartott {\displaystyle (n-1)}-forma {\displaystyle M}-en. Ekkor a következő teljesül:
{\displaystyle \int _{M}d\omega =\int _{\partial M}\omega .}
Amennyiben a sokaságnak nincs pereme, akkor az egyenlet jobb oldala nulla. A Stokes-tétel ezen felül általánosítható olyan sokaságokra, amelyeknek „sarkai” vannak, tehát olyan pontjai a peremén, melyek nem simák. Ilyen sokaság például a négyzet vagy a kocka.

## Részsokaságok és Whitney tételei
Gyakran találkozhatunk olyan sima sokaságokkal, amelyek más sima sokaságok részhalmazaiként jelennek meg. A legegyszerűbb példák a nyílt részhalmazok, ugyanis ezek ugyanúgy sokaságok és természetesen felruházhatók egy sima struktúrával. Ezeket a részhalmazokat nyílt részsokaságnak hívjuk.

### Beágyazott és immertált részsokaságok
Azonban a nyílt részsokaságnál általánosabb esetek is léteznek: legyen {\displaystyle M} sima sokaság. Egy {\displaystyle S\subseteq M} részhalmazt akkor nevezünk beágyazott részsokaságnak, ha {\displaystyle S} egy sokaság az altér-topológiában, amely felruházható egy olyan sima struktúrával, melyben az {\displaystyle S\hookrightarrow M} inklúzió egy sima beágyazás. Ekkor {\displaystyle M} és {\displaystyle S} dimenzióinak különbségét {\displaystyle S} kodimenziójának hívjuk {\displaystyle M}-ben. A nyílt részsokaságok speciális esetei a beágyazott részsokaságoknak, ugyanis pontosan ezeknek a kodimenziója nulla. A beágyazott részsokaságokat lehetséges ezen kívül térképekkel is definiálni, miszerint {\displaystyle S} akkor beágyazott részsokasága {\displaystyle M}-nek, ha minden {\displaystyle a\in S} ponthoz létezik egy {\displaystyle \phi } térkép, melyre {\displaystyle \phi (a)=0} és {\displaystyle \phi (S\cap M)=\{(x_{1},\dots ,x_{n})\in \mathbb {R} ^{n}|x_{m+1},\dots ,x_{n}=0\}}, ahol {\displaystyle \dim M=n,\ \dim S=m}. Függvények zérushelyeinek halmaza természetesen leírható egy beágyazott részsokaságként, például az {\displaystyle f:\mathbb {R} ^{2}\to \mathbb {R} ,\ f(x,y)=y-x^{2}} zérusainak halmaza pont az {\displaystyle y=x^{2}} függvénynek felel meg, melynek képe az {\displaystyle \mathbb {R} ^{2}} egy beágyazott részsokasága, a parabola. Ebből kifolyólag a beágyazott részsokaságok természetes módon jelennek meg egyenletek vagy egyenletrendszerek megoldáshalmazaiként.

A Klein-féle palack, amely egy olyan kétdimenziós sokaság, mely Whitney tételei szerint immertálható -ba, azonban csak -nek egy beágyazott részsokaságával diffeomorf.

A beágyazott részsokaságnál általánosabb fogalom az immertált részsokaság: legyen {\displaystyle M} egy sima sokaság és {\displaystyle S\subseteq M}. {\displaystyle S} immertált részsokasága {\displaystyle M}-nek, ha felruházható egy topológiával, mely egy topologikus sokasággá teszi, továbbá egy sima struktúrával is, mely szerint az {\displaystyle S\hookrightarrow M} inklúzió egy sima immerzió. Minden beágyazott részsokaság immertált részsokaság, viszont ez az állítás fordítva hamis, ugyanis {\displaystyle S} nem feltétlenül számít sokaságnak az altér-topológiában. Az immertált részsokaságok természetesen állnak elő injektív immerziók képeként, és rendkívüli fontossággal bírnak Lie-csoportok vizsgálatakor, ugyanis a Lie-részcsoportok immertált részsokaságok.
Mind a beágyazott, mind az immertált sokaságok sima struktúrája (adott topológiában) egyedi, azonban egy tetszőleges immertált részsokaságra nem kizárt, hogy egynél több topológiában tehető sima sokasággá.

### Whitney tételei
A részsokaságok területén az egyik legfontosabb eredménynek számítanak a Whitney-féle beágyazási- és immertálási tételek, amelyek kimondják, hogy egy tetszőleges {\displaystyle n}-dimenziós sima sokaság mekkora valós térnek lehet beágyazott vagy immertált részsokasága. Pozitív egész {\displaystyle n} esetén bármely {\displaystyle n}-dimenziós sima sokaság beágyazható {\displaystyle \mathbb {R} ^{2n}}-be, ezáltal diffeomorf {\displaystyle \mathbb {R} ^{2n}} egy beágyazott részsokaságával. Továbbá, bármely {\displaystyle n>0} esetén bármely {\displaystyle n}-dimenziós sima sokaság immertálható {\displaystyle \mathbb {R} ^{2n-1}}-be. Ezek az eredmények azonban nem mindig adják a legkisebb dimenziójú teret, speciális esetekben rendelkezhet a valós tér kisebb dimenzióval. Például, minden kompakt {\displaystyle n}-dimenziós sokaság immertálható {\displaystyle \mathbb {R} ^{2n-a(n)}}-be, ahol {\displaystyle a(n)} az egyek száma {\displaystyle n} bináris felbontásában. Ennek következtében a kompakt 3-dimenziós sokaságok mindegyike immertálható {\displaystyle \mathbb {R} ^{4}}-be, viszont 4-dimenziós kompakt sokaságok esetén már a Whitney-féle tétel nyújtja a legjobb lehetséges eredményt. Amíg immertálásnál ez minden dimenzióban a legjobb eredmény, beágyazásnál ez változik. Például, 3-dimenziós sokaságok bármelyike beágyazható {\displaystyle \mathbb {R} ^{5}}-be.

## Topológia és osztályozás
A topologikus sokaságok osztályozását általában homeomorfiák segítségével végzik, mely szerint ha két sokaság között létezik egy folytonos bijekció, melynek az inverze is folytonos, akkor a két sokaság ekvivalens. Mivel egy sima sokaság további struktúrával rendelkezik, így az osztályozásához is más szempontokra van szükség, mivel homeomorf sokaságok felruházhatók olyan sima struktúrákkal, melyek nem kompatibilisek egymással.

### Differenciálható struktúrák topologikus sokaságokon
Legyen {\displaystyle \{(U_{\alpha },\varphi _{\alpha })\}_{\alpha \in A}} egy sima atlasz {\displaystyle M} sokaságon, {\displaystyle \Phi :M\to M} pedig egy homeomorfia, amely nem sima az atlaszhoz viszonyítva. Ezekből létrehozható egy {\displaystyle \{(\Phi ^{-1}(U_{\alpha }),\varphi _{\alpha }\circ \Phi )\}_{\alpha \in A}} atlasz, mely szintúgy sima, viszont a két atlasz térképei nem kompatibilisek egymással, tehát a {\displaystyle \varphi _{\alpha }\circ \Phi \circ \varphi _{\beta }^{-1}} és {\displaystyle \varphi _{\alpha }\circ \Phi ^{-1}\circ \varphi _{\beta }^{-1}} leképezések nem simák bármely {\displaystyle \alpha }-ra és {\displaystyle \beta }-ra. Ha ezek a leképezések simák lennének, abból következne, hogy maga {\displaystyle \Phi } is sima.
Ebből kiindulva, {\displaystyle \{(U_{\alpha },\varphi _{\alpha })\}_{\alpha \in A}} és {\displaystyle \{(V_{\beta },\psi _{\beta })\}_{\beta \in B}} sima atlaszokat {\displaystyle M} sokaságon akkor nevezünk ekvivalensnek, ha létezik egy olyan {\displaystyle \Phi :M\to M} homeomorfia, hogy {\displaystyle \{(\Phi ^{-1}(U_{\alpha }),\varphi _{\alpha }\circ \Phi )\}_{\alpha \in A}} kompatibilis a {\displaystyle \{(V_{\beta },\psi _{\beta })\}_{\beta \in B}} atlasszal, és hogy {\displaystyle \{(\Phi (V_{\beta }),\psi _{\beta }\circ \Phi ^{-1})\}_{\beta \in B}} kompatibilis az {\displaystyle \{(U_{\alpha },\varphi _{\alpha })\}_{\alpha \in A}} atlasszal. Rövidebben összefoglalva, két sima atlasz {\displaystyle M}-en akkor ekvivalens, ha létezik egy {\displaystyle \Phi :M\to M} diffeomorfizmus, ahol az értelmezési tartomány az egyik sima atlasz, az értékkészlet pedig a másik.
Fontos kihangsúlyozni, hogy ez az ekvivalenciaosztály nem azonos az ekvivalenciaosztállyal, mely magát a sima struktúrát definiálja. A sima struktúrát definiáló ekvivalenciaosztályhoz elegendő az, ha {\displaystyle \Phi } az identitásfüggvény.
Az ebben a szakaszban definiált ekvivalencia szerint minden olyan sokaságra, melynek dimenziója kisebb, mint 4, definiálható egy egyedi sima struktúra diffeomorfizmusig bezárólag. Magasabb dimenziókban bonyolultabb a sima struktúrák ekvivalenciájának vizsgálata:
- Léteznek olyan magasabb dimenziós topologikus sokaságok, melyekre nem létezik sima struktúra. Ilyen sokaság például a 10-dimenziós Kervaire-sokaság,[64] vagy számos egyszerűen összefüggő, kompakt négydimenziós sokaság, például az E8-sokaság.[65]
- John Milnor 1956-ban megmutatta, hogy egy 7-gömbre (vagy egy hozzá homeomorf topologikus sokaságra) többféle inekvivalens sima struktúra hozható létre. Ezeket egzotikus 7-gömböknek hívjuk.[66]

### Osztályozás
Differenciálható sokaságoknál az osztályozás alapját az határozza meg, hogy egy adott sokaság milyen ismert sokasághoz diffeomorf.
Bármely egydimenziós összefüggő sokaságra létezik egy diffeomorfizmusig egyedi sima struktúra, és ezek diffeomorfak vagy {\displaystyle \mathbb {R} }-hez vagy az egységkörhöz, tehát {\displaystyle \mathbb {S} ^{1}}-hez. Ha a sokaság nem összefüggő, akkor az összefüggő komponenseik diffeomorfak valamelyik előbb említett sokasághoz, így a sokaság diffeomorf {\displaystyle \mathbb {R} } és {\displaystyle \mathbb {S} ^{1}} valamilyen kombinációjának diszjunkt uniójával.
Kétdimenziós összefüggő kompakt sokaságok bármelyike diffeomorf {\displaystyle \mathbb {S} ^{2}}-vel, {\displaystyle (\mathbb {S} ^{1}\times \mathbb {S} ^{1})\sharp \dots \sharp (\mathbb {S} ^{1}\times \mathbb {S} ^{1})}-vel (tehát tóruszok összefüggő összegével) vagy {\displaystyle \mathbb {RP} ^{2}\sharp \dots \sharp \mathbb {RP} ^{2}}-vel (tehát valós projektív síkok összefüggő összegével), de nemkompakt vagy komplex kétdimenziós sokaságok esetén az osztályozás összetettebb. A Klein-féle palack összefüggő és kompakt, továbbá diffeomorf {\displaystyle \mathbb {RP} ^{2}\sharp \mathbb {RP} ^{2}}-vel.
Három dimenzióban az osztályozás bonyolultabb és az ismert eredmények sem mindig vezetnek konkrétumokhoz. Az egyik legfontosabb tétel a geometrizációs sejtés, mely kimondja, hogy bármely kompakt háromdimenziós sima sokaság felbontható részekre úgy, hogy a részek mindegyikén nyolc geometriai struktúra egyike megvalósul. Ezeket a struktúrákat Thurston-geometriáknak is hívjuk. A sejtést 2003-ban bizonyította Grigorij Perelman. A Mostow-féle merevségi tétel kimondja, hogy bármely legalább háromdimenziós teljes hiperbolikus véges térfogatú sokaság geometriáját egyedileg meghatározza a fundamentális csoportja. A hiperbolikus csoportok izomorfizmusproblémájára a Sela-algoritmus ad megoldási módszert.
A háromnál nagyobb dimenziós sokaságok osztályozása általánosságban lehetetlen, még homotópia-ekvivalenciáig bezárólag is. Bármely adott végesen generált csoportra létrehozható egy olyan zárt négydimenziós sokaság, melynek az adott csoport a fundamentális csoportja. Mivel nem létezik olyan algoritmus, mely a végesen generált csoportok izomorfizmusproblémáját oldja meg, így az sem eldönthető, hogy két négydimenziós sokaságnak ugyanaz-e a fundamentális csoportja. Továbbá, az sem eldönthető algoritmikusan, hogy egy adott négydimenziós sokaság egyszerűen összefüggő-e, tehát hogy a fundamentális csoportja triviális-e.
Egyszerűen összefüggő négydimenziós sokaságokat homeomorfiáig bezárólag Michael Freedman osztályozta, viszont diffeomorfizmusig bezárólag ez egy sokkal összetettebb probléma, ugyanis léteznek olyan differenciálható sokaságok, melyek {\displaystyle \mathbb {R} ^{4}}-hez homeomorfak, azonban nem diffeomorfak. Ezeket a sokaságokat egzotikus {\displaystyle \mathbb {R} ^{4}}-nek is hívjuk, hasonlóan az egzotikus 7-gömbökhöz.
Négynél nagyobb dimenziós egyszerűen összefüggő sima sokaságok esetén az osztályozás valamilyen szinten leegyszerűsödik a h-kobordizmustétel következtében, ugyanis így az osztályozást elégséges homotópia-ekvivalenciáig bezárólag végrehajtani. Az ötdimenziós kompakt egyszerűen összefüggő sokaságokat Dennis Barden osztályozta.

## Sima sokaságok további struktúrával

### (Pszeudo-)Riemann-sokaságok
A Riemann-sokaság olyan sima sokaság, mely el van látva minden pontba vett tangensterén egy pozitív definit belső szorzattal. Ezen belső szorzatok összességét Riemann-metrikának hívjuk, és konstrukciójából adódóan egy szimmetrikus {\displaystyle (0,2)}-tenzormező. A belső szorzat létezéséből következik, hogy egy Riemann-sokaságon definiálhatóak távolságok és szögek egyaránt, így a sokaságoknak geometriai tulajdonságainak vizsgálatát is lehetővé teszi. Minden sima sokaságon definiálható Riemann-metrika, tehát minden sima sokaságot egy Riemann-sokasággá lehet tenni.
A Riemann-metrika segítségével továbbá identifikálható minden {\displaystyle m} pontbeli tangens- és kotangenstér, tehát létezik egy vektormező-izomorfia {\displaystyle T_{m}M} és {\displaystyle T_{m}^{*}M} között. Egy {\displaystyle (r,s)}-tenzormezőt egy koordináta-rendszerben úgy fejezünk ki, hogy a komponenseinek {\displaystyle r} felső és {\displaystyle s} alsó indexet adunk. Az előbb említett izomorfizmus lehetővé teszi, hogy egy felső indexből egy alsó indexet csináljunk, vagy fordítva. Ennek a műveletnek fontos szerepe van az általános relativitáselméletben, továbbá a művelet segítségével általánosítható a gradiens művelete is Riemann-sokaságokra.
A pszeudo-Riemann-sokaság abban a formában általánosítja a Riemann-sokaságot, hogy a definiálásához szükséges belső szorzat lehet indefinit is, nem szükséges a pozitív definit feltétel. A pszeudo-Riemann-metrikát olyan belső szorzatok összessége alkotja, melyeknek szignatúrája megegyezik, így ez a sokaság invariáns mennyisége. A legfontosabb fizikai fontosságú példája az általános relativitáselméletben a téridő modellezésére használt Lorentz-sokaság, amely egy olyan {\displaystyle n}-dimenziós pszeudo-Riemann-sokaság, amely metrikájának szignatúrája konvenciótól függően {\displaystyle (1,n-1)} vagy {\displaystyle (n-1,1)}. Az általános Riemann-sokasággal ellentétben nem definiálható minden sima sokaságon Lorentz-metrika.
A Riemann-sokaság fogalmának másik általánosítása a Finsler-sokaság, mely belső szorzat helyett egy normát rendel minden ponthoz, mely így lehetővé teszi hosszok definiálását, azonban szögekét nem.

### Szimplektikus sokaságok
Szimplektikus sokaságnak nevezünk egy {\displaystyle \omega } zárt, nemelfajuló 2-formával (amelyet szimplektikus struktúrának hívunk) ellátott {\displaystyle M} sima sokaságot. Egy szimplektikus sokaság dimenziója kizárólag egy páros szám lehet, mivel bármely {\displaystyle (2n+1)\times (2n+1)}-es antiszimmetrikus mátrix determinánsa nulla. Azonban nem minden páros dimenziós sokaság ruházható fel szimplektikus struktúrával: például, az egyetlen {\displaystyle n}-gömb, amely felruházható szimplektikus struktúrával, az a 2-gömb. Minden szimplektikus sokaság orientálható.
Bármely adott sima sokaság kotangensnyalábja felruházható egy szimplektikus struktúrával, mely természetesen fejezi ki a Hamilton-féle klasszikus mechanika fázistereit.
Legyenek {\displaystyle (M_{1},\omega _{1})} és {\displaystyle (M_{2},\omega _{2})} szimplektikus sokaságot. Egy olyan {\displaystyle f:M_{1}\to M_{2}} diffeomorfizmust, melyre teljesül {\displaystyle F^{*}\omega _{2}=\omega _{1}}, szimplektomorfizmusnak hívjuk. A szimplektomorfizmusok alatt invariáns szimplektikus sokaságok tanulmányát szimplektikus geometriának vagy szimplektikus topológiának nevezzük.

### Lie-csoportok
A Lie-csoport olyan sima sokaság, mely egyszerre egy csoport, melynek csoportművelete és az inverzió is tetszőlegesen sokszor differenciálható. Legegyszerűbb példái közé tartoznak bizonyos mátrixcsoportok, mint például a speciális unitér csoport vagy az invertálható mátrixok csoportja. Egy adott Lie-csoport neutrális elemében vett tangensterét a hozzá tartozó Lie-zárójellel a csoport Lie-algebrájának hívjuk. A Lie-algebra leírja a csoport lokális szerkezetét.
A Lie-csoportok (és a hozzájuk tartozó Lie-algebrák) természetes módon tudnak folytonos szimmetriákat modellezni, így rendkívüli fontossággal bírnak például a kvantummechanika különböző részterületén belül.

## Általánosításai

### Végtelen dimenziós sokaságok
A differenciálható sokaság definíció szerint lokálisan {\displaystyle \mathbb {R} ^{n}}-hez, tehát egy véges dimenziós vektortérhez diffeomorf. Azonban ez a tér felcserélhető egy végtelen dimenziós lokálisan konvex topologikus vektortérre, mely így a végtelen dimenziós sokaságok fogalmához vezet. Mivel az ilyen tereknek több osztálya van, így általában a sokaság nevében szerepel, hogy milyen térhez diffeomorf lokálisan. A végtelen dimenziós sokaságok legfontosabb osztályai ezáltal a Fréchet-sokaságok, a Banach-sokaságok és a Hilbert-sokaságok. Ahhoz, hogy értelmesen definiálhatóak legyenek a végtelen dimenziós sokaságok, szükséges fixálni a differenciálhatóság fogalmát lokálisan konvex terek közötti leképezésekre. A Banach-terek esetén ez a fogalom a Fréchet-derivált formájában jelenik meg, azonban tetszőleges lokálisan konvex topologikus vektorterek esetén több, nem ekvivalens differenciálhatóság-fogalom létezik.
Példaképp, egy végtelen dimenziós Hilbert-tér egységgömbje egy sima Hilbert-sokaság, viszont a véges dimenziós euklideszi tereken definiált gömbökkel ellentétben nem kompakt. Egy adott Hilbert-téren definiált unitér leképezések csoportja egy sima Banach-sokaság vagy egy Banach-Lie-csoport, míg egy kompakt sokaság diffeomorfizmusainak csoportja pedig egy sima Fréchet-sokaság vagy Fréchet–Lie-csoport.

### Diffeologikus terek
A diffeológia egy adott {\displaystyle M} halmazon a sima atlaszok általánosítására szolgál, mely térképek helyett olyan parametrizációk gyűjteménye, melyek {\displaystyle \mathbb {R} ^{n}} egy nyílt részhalmazából képeznek le {\displaystyle M}-be és bizonyos axiómákat teljesítenek. Egy diffeológiával ellátott halmazt diffeologikus térnek hívunk. A diffeologikus terek bizonyos értelemben úgy viszonyulnak a sima sokaságokhoz, mint a topologikus terek a topologikus sokaságokhoz: egy sima sokaság egy olyan diffeologikus tér, mely lokálisan diffeomorf {\displaystyle \mathbb {R} ^{n}}-hez. A végtelen dimenziós sokaságok közül bármely Banach- és Fréchet-sokaság egy diffeologikus tér.

## Fordítás
- Ez a szócikk részben vagy egészben  a   Differentiable manifold című angol Wikipédia-szócikk fordításán alapul.  Az eredeti cikk szerkesztőit annak laptörténete sorolja fel. Ez a jelzés csupán a megfogalmazás eredetét és a szerzői jogokat jelzi, nem szolgál a cikkben szereplő információk forrásmegjelöléseként.
- Ez a szócikk részben vagy egészben  a   Differenzierbare Mannigfaltigkeit című német Wikipédia-szócikk fordításán alapul.  Az eredeti cikk szerkesztőit annak laptörténete sorolja fel. Ez a jelzés csupán a megfogalmazás eredetét és a szerzői jogokat jelzi, nem szolgál a cikkben szereplő információk forrásmegjelöléseként.